# Lithobius pauciocullatus
Lithobius pauciocullatus är en mångfotingart som först beskrevs av Matic och Laslo 1980.  Lithobius pauciocullatus ingår i släktet Lithobius och familjen stenkrypare.
Artens utbredningsområde är Rumänien. Inga underarter finns listade i Catalogue of Life.